# Isaac Karabtchevsky
Isaac Karabtchevsky (São Paulo, 27 dicembre 1934) è un direttore d'orchestra brasiliano.

## Biografia
Di famiglia russa, si è formato in Germania sotto la guida di maestri come Wolfgang Fortner, Pierre Boulez e Carl Ueter.
Dal 1969 al 1986 ha diretto l'Orchestra Sinfonica Brasiliana. Nel 1995 è diventato direttore d'orchestra al teatro La Fenice di Venezia, ruolo che ha ricoperto fino al 2001. Attualmente dirige in Brasile l'Orchestra Sinfonica di Petrobras.

## Vita privata
In prime nozze ha sposato la cantante lirica Maria Lucia Godoy, dalla quale ha poi divorziato. Dal secondo matrimonio, che dura tuttora, sono nate le sue tre figlie, una delle quali, Ilana, è morta a soli 11 anni per leucemia.